# さいたま市立常盤小学校

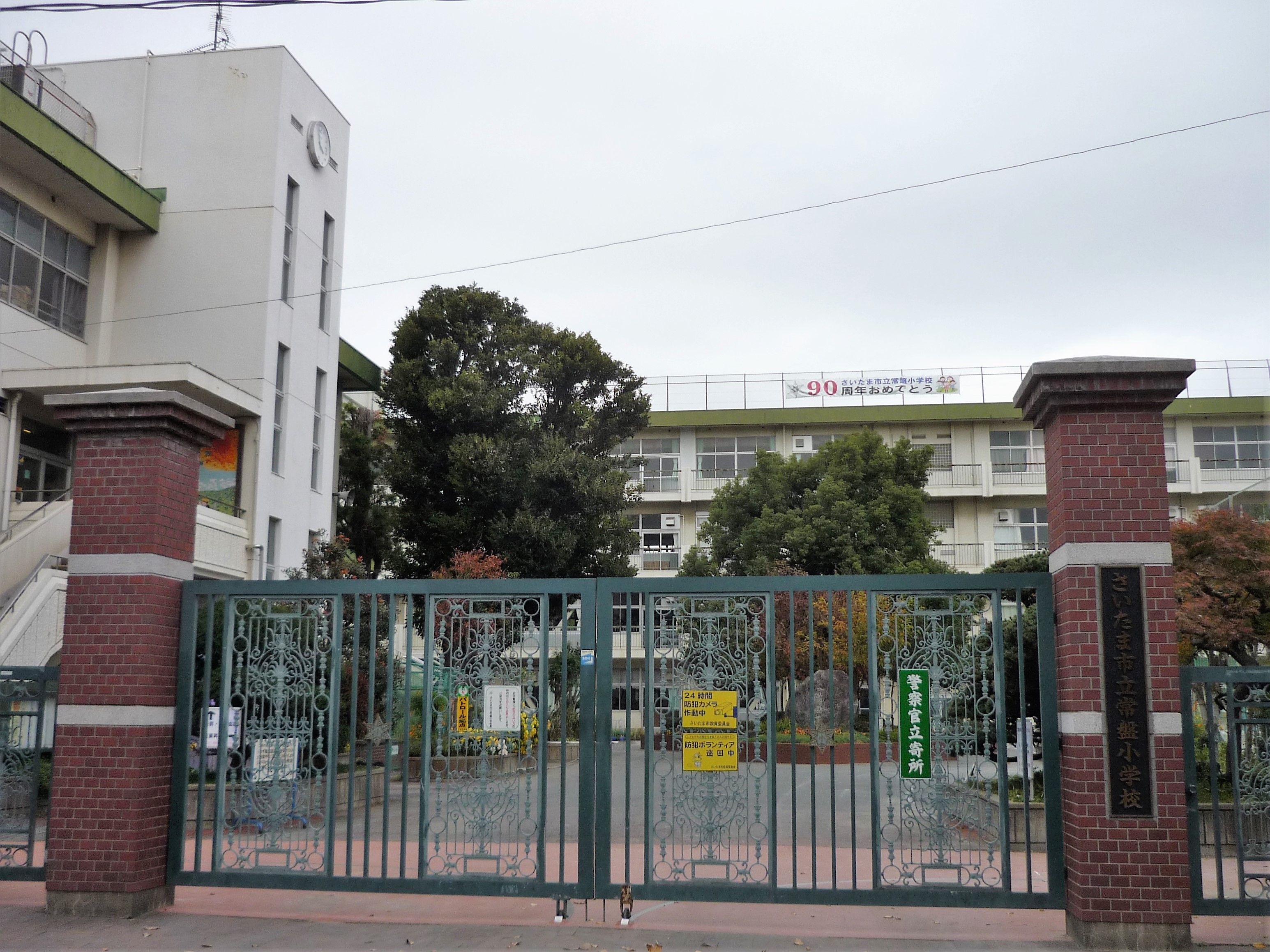
さいたま市立常盤小学校

さいたま市立常盤小学校（さいたましりつ ときわしょうがっこう）は、埼玉県さいたま市浦和区にある公立小学校。

## 概要
浦和区内は文教都市として公立学校の学力水準が高く、特に当校と常盤中学校にあたる学区は常盤学区としばしば称され、公立名門校として知られている。
- 2014年度 - 808人28学級（特別学級3）

## 沿革
- 1927年（昭和2年）4月1日 - 埼玉県北足立郡浦和町立浦和尋常高等小学校分校として、 常盤町7丁目（現・埼玉りそな銀行本店所在地）に設立。
- 1930年（昭和5年）4月1日 - 埼玉県北足立郡浦和町立浦和尋常高等小学校より独立、浦和尋常小学校となる。
- 1932年（昭和7年）4月1日 - 町村合併により浦和町立浦和第二尋常小学校と改称。
- 1934年（昭和9年）
  - 2月14日 - 火災のため全校舎焼失（浦和第一小学校にて授業）。
  - 9月 - 旧校歌制定（作詞：下山懋、作曲：下総皖一）
  - 11月1日 - 校舎再建。浦和市立浦和第二小学校として授業再開（開校記念日）。
- 1941年（昭和16年）4月1日 - 浦和市立第二国民学校と改称。
- 1943年（昭和18年）4月1日 - 浦和市立常盤国民学校と改称、高等科（3学級）設置。
- 1947年（昭和22年）4月1日 - 学制改革により浦和市立常盤小学校と改称。
- 1952年（昭和27年）5月7日 - 仲町小学校新設により本校より23学級1200名分離。
- 1972年（昭和47年） - 埼玉大学常盤校地（旧制浦和高校）跡地南側の現在地に移転。
- 1979年（昭和54年）4月1日 - 学区改変に伴い常盤5丁目・7丁目の児童を仲町小へ移籍（6年生を除く107名）。
- 1991年（平成3年）4月1日 - 常盤北小学校新設により本校から15学級469名分離。
- 2001年（平成13年）5月1日 - 浦和市・大宮市・与野市の3市の合併により、校名を「さいたま市立常盤小学校」と改称する。
- 2004年（平成16年）10月15日 - イラク・ムサンナ県サマーワ地区教育関係者14名が来校。
- 2007年（平成19年）12月18日 - 文化庁「本物の舞台芸術体験事業」の一環として、体育館において東京フィルハーモニー交響楽団が演奏を行う。
- 2014年（平成26年）
  - 1月24日 - 文化庁芸術体験事業「狂言」が三宅狂言会により体育館で開催される。
  - 12月1日 - 文化庁芸術体験事業「能」が山本能楽堂により体育館で開催される。

## 所在地
- さいたま市浦和区常盤9丁目30-9

## アクセス
- JR京浜東北線北浦和駅から、徒歩約600m・約9分。
- 国際興業バス北浦80系統で、
  - 「埼玉りそな銀行本店前」バス停から、徒歩約320m・約5分。
  - 「常盤9丁目」バス停から、徒歩約365m・約5分。